# 二契約神学
二契約神学（にけいやくしんがく、Dual-covenant theology）とは、ユダヤ人にはモーセの律法があり、神とアブラハムの「永遠の契約」（創世記17:13）が与えられているが、異邦人（非ユダヤ人）が救われるためにはイエス・キリストによらなければならないとする説である。従ってこの立場ではユダヤ人に対してキリスト教の伝道がされない。

## ユダヤ教
ユダヤ人神学者のフランツ・ローゼンツヴァイク (1886-1929) がこの説の代表的な立場である。彼は著書『救いの星 (the Star of Redemption) 』において、「キリスト教はユダヤ人の神を神としてではなく、"イエス・キリストの御父" として認める。キリスト教そのものは主への道へと進む。御父のもとへは彼を通してのみ到達することができる。... 私たちはみな、キリストと彼の教会が世界にとって何を意味するのか完全に同意する。彼を通らなければ、誰も御父のもとへ行くことができない（訳注、ヨハネ14:6参照）。誰も御父のもとへは行けないのだ！だが、既に御父とともにいるために、彼のもとに行く必要がない者にとっては状況は全く異なる。そして、これはイスラエルの民に該当する」と述べた。

## キリスト教
新約聖書ローマ人への手紙11章33節には、「ああ、神の知恵と知識との富は、何と底知れず深いことでしょう。そのさばきは、何と知り尽くしがたく、その道は、何と測り知りがたいことでしょう」とあり、神による救済が人間には知り尽くしがたいことが謳われている。これを文字通りに解釈すれば、ルター的な救済論は誤りだということになる (10章7節も参照)。
ヤコブの手紙2章20節から26節でもアブラハムとラハブを模範とし、行いを伴った信仰の重要性が強調されている。
キリスト教の自由主義神学者では、ラインホルド・ニーバー (1892-1971) らが二契約神学を唱えた。
カトリック教会では1980年、ヨハネ・パウロ2世 (1920-2005) がドイツのユダヤ人指導者たちに向けて、「神によって決して取り消されたことのない契約による神の民」というスピーチを行った。
福音派にもイスラエルを支持するキリスト教徒連合の創設者であるアメリカの牧師ジョン・ハギー (1940- ) のように、「仏教徒でもバハーイー教徒でも誰でもイエスを信じる必要がある。しかし、ユダヤ人は違う。ユダヤ人にはキリスト教によって置き換えられることのない、神との契約が既にある (1988年4月刊行のヒューストン・クロニクル)」とする立場がある。